# Ageleradix otiforma
Ageleradix otiforma — вид аранеоморфних павуків родини Agelenidae. Тіло досягає 6,3 мм завдовжки.

## Поширення
Ageleradix otiforma поширений у лісах провінції Сичуань у Китаї.